# Juan Bautista Carrasco (geógrafo)
Juan Bautista Carrasco, geógrafo, geólogo y mitógrafo español del siglo XIX.

## Biografía
Muy poco se conoce sobre él, fuera de que consagró su vida a redactar dos monumentales obras de erudición: una Geografía general de España en dos volúmenes (Madrid, 1861 y 1862), donde se utiliza entre otras fuentes los Diccionarios de Sebastián de Miñano y Pascual Madoz, el Tratado de José Andrés Cornide; los Elementos de la Geografía astronómica, etc. de España y Portugal de Isidoro de Antillón; el Manual geográfico administrativo de la Monarquía Española por Caballero; la Nueva descripción de España, etc. por Francisco Verdejo Páez; la Cartografía Hispano-científica ó sean los Mapas españoles, el Atlas de España ó Colección de Cartas geográficas con su texto explicativo de Bachiller; el Diccionario Estadístico de todos los pueblos de España y sus Islas adyacentes por Tamarit de Plaza, la España Geográfica de Francisco de Paula Mellado, a Verueuil, Prado, Naranjo, Linera, Scharpe, Ansted y Bouvy, se hace uso del Censo Oficial y se incluye una de las primeras reseñas de los fósiles hallados en la península, obra fruto de muchos años de estudio y consulta, entonces única en su género por los muchos datos y pormenores de toda clase que contenía, y una Mitología universal (1864) que desborda ampliamente sus propósitos para constituirse en una especie de historia de las religiones que se extiende a tratar además temas de cronología y etnología.

## Obras
- Geografia general de España: comparada con la primitiva, antigua y moderna, según sus monumentos, esplicada por la geografía física, con más los tratados de su constitución geologica y paleontologica, detallada por la estadística, según su presente division territorial de las cuarenta y nueve provincias, inclusas las islas adyacentes, con la descripción de cada una y sus límites, extensión, población, producciones e industria; cada partido judicial con expresión de las ciudades, villas, lugares, aldeas, arrabales, caseríos, cotos redondos, despoblados, granjas... su situación local, número de almas y sus distancias respectivas á la capital de provincia y el Diccionario general de todos los pueblos con relación de las provincias a que corresponden (Madrid: Imprenta y Libreria de Gaspar y Roig, editores, 1861-1862, 2 vols.)
- Mitología universal: historia y esplicación de las ideas religiosas y teológicas de todos los siglos, de los dioses de la India, el Thibet, la China, el Asia, el Egipto, la Grecia y el mundo romano, de las divinidades de los pueblos esclavos, escandinavos y germanos, de la idolatría y el fetichismo americanos y africanos... ilustrada con láminas (Madrid: Imprenta y Librería de Gaspar y Roig, 1865).

- Datos: Q5947714